# 村本博之
村本博之（1966年—2010年4月10日），日本人，路透社東京分社攝影記者，2010年4月11日採訪泰國紅衫軍示威活動軍民衝突時遭子彈擊中胸部身亡，終年43歲。

## 生平
村本博之東京都出身，已婚有2個孩子。1998年於天普大學日本分校畢業，先後加入國家廣播公司和美國廣播公司。1992年加入路透社成為自由攝影記者，1995年轉為全職攝影記者。
2010年4月11日在泰國曼谷採訪紅衫軍示威活動軍民衝突時遭子彈擊中胸部身亡，行凶者身份不明。日本外務省已要求泰國就村本博之被殺展開調查。